# Vulhovcsik
A Vulhovcsik (más néven Irhóc-patak, Irholc-patak, ukránul: Вільхівчик [Vilhivcsik]) patak Kárpátalján, a Tarac jobb oldali mellékvize. Hossza 14 km, vízgyűjtő területe 21,6 km². Esése 27 ‰.
Irhócnál ömlik a Taracba.

## Települések a folyó mentén
- Irhóc (Вільхівці)